# René Cabrera
René Cabrera (21 d'octubre de 1925) és un exfutbolista bolivià.

## Selecció de Bolívia
Va formar part de l'equip bolivià a la Copa del Món de 1950. Disputà els campionats sud-americans de 1949 i 1953.